# Indianapolis 500 2001

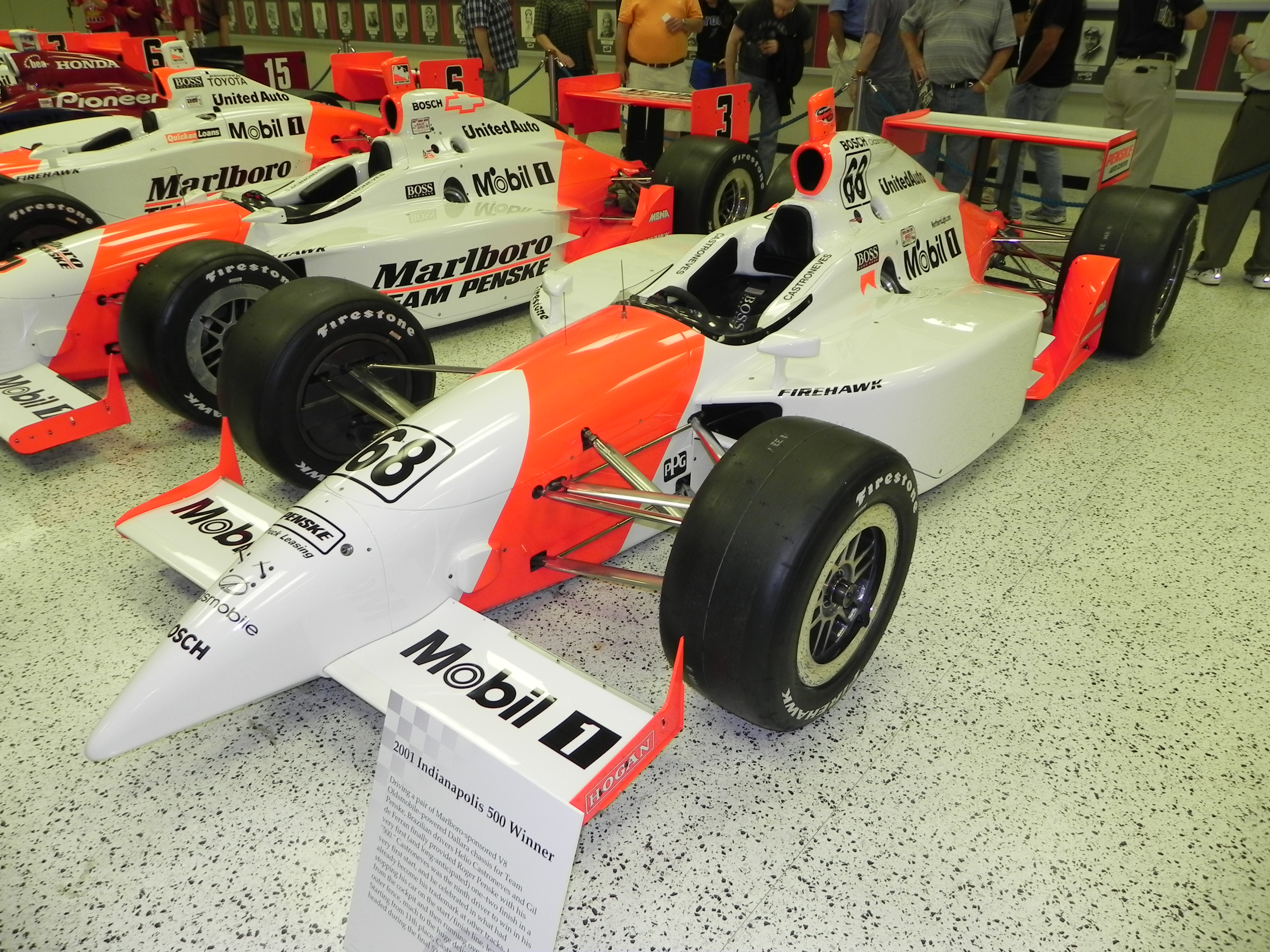
Hélio Castroneves vinnarbil utställd på Indianapolis Motor Speedway Museum.

Indianapolis 500 2001 var ett race som kördes den 27 maj 2001 på Indianapolis Motor Speedway, och rookien Hélio Castroneves vann tävlingen efter att ha lett de sista 55 varven. Det var Team Penske:s första seger i tävlingen sedan Al Unser Jr. vann 1994. Scott Sharp hade pole position, men kraschade redan i den första kurvan av tävlingen.

## Resultat
| Plats | Förare            | Team                     | Grid |
| ----- | ----------------- | ------------------------ | ---- |
| 1     | Hélio Castroneves | Marlboro Team Penske     | 11   |
| 2     | Gil de Ferran     | Marlboro Team Penske     | 5    |
| 3     | Michael Andretti  | Team Motorola            | 21   |
| 4     | Jimmy Vasser      | Chip Ganassi Racing      | 12   |
| 5     | Bruno Junqueira   | Chip Ganassi Racing      | 20   |
| 6     | Tony Stewart      | Chip Ganassi Racing      | 7    |
| 7     | Eliseo Salazar    | A.J Foyt Enterprises     | 28   |
| 8     | Airton Daré       | TeamXtreme               | 30   |
| 9     | Billy Boat        | Beck Motorsports         | 32   |
| 10    | Felipe Giaffone   | Treadway Racing          | 33   |
| 11    | Robbie McGehee    | Cahill Racing            | 14   |
| 12    | Buzz Calkins      | Bradley Motorsports      | 24   |
| 13    | Arie Luyendyk     | Treadway Racing          | 6    |
| 14    | Sam Hornish Jr.   | Panther Racing           | 13   |
| 15    | Robbie Buhl       | Dreyer & Reinbold Racing | 9    |
| 16    | Mark Dismore      | Kelley Racing            | 4    |
| 17    | Greg Ray          | Team Menard              | 2    |
| 18    | Buddy Lazier      | Hemelgarn Racing         | 10   |
| 19    | Cory Witherill    | Indy Regency Racing      | 31   |
| 20    | Jeret Schroeder   | PDM Racing               | 23   |
| 21    | Robby Gordon      | A.J. Foyt Enterprises    | 3    |
| 22    | Jaques Lazier     | TeamXtreme               | 17   |
| bröt  | Davey Hamilton    | Sam Schmidt Motorsports  | 26   |
| bröt  | Jeff Ward         | Heritage Motorsports     | 8    |
| bröt  | Donnie Beechler   | A.J. Foyt Enterprises    | 27   |
| bröt  | Eddie Cheever     | Cheever Racing           | 25   |
| bröt  | Jon Herb          | Tri-Star Racing          | 18   |
| bröt  | Stéphane Grégoire | Heritage Motorsports     | 29   |
| bröt  | Nicolas Minassian | Chip Ganassi Racing      | 22   |
| bröt  | Al Unser Jr.      | Galles Racing            | 19   |
| bröt  | Sarah Fisher      | Walker Racing            | 15   |
| bröt  | Scott Goodyear    | Cheever Racing           | 16   |
| bröt  | Scott Sharp       | Kelley Racing            | 1    |

Följande förare missade att kvalificera sig
- Roberto Guerrero
- Didier André
- Stan Wattles
- Tyce Carlson
- Jimmy Kite
- Shigeaki Hattori
- Casey Mears
- Memo Gidley